# Бейтман, Эдвард Ла Троуб
Эдвард Ла Троб Бейтман (англ. Edward La Trobe Bateman; 1815[…] или 8 января 1816, Wyke, Уэст-Йоркшир — 1897[…]) — британский художник-прерафаэлит, акварелист, книжный иллюстратор, рисовальщик и дизайнер садов.

## Биография
Бейтман, вероятно, родился в Лоуэр-Уайке, Йоркшир, в семье промышленника Джона Бейтмана и его жены Мэри (урождённой) Ла Троб. Его братьями были Джон Фредерик Бейтман — инженер-гидротехник и Кристиан Генри Бейтман — священник англиканской церкви и автор гимнов. Его племянник Бенджамин Латроб был известным архитектором, а двоюродный брат Чарльз Латроб был первым вице-губернатором колонии штата Виктория в Австралии.
В 1856 году Сады Карлтона в Мельбурне были реконструированы, и Эдвард ла Троб Бейтман был привлечён к разработке дизайна.
Бейтман жил в Лондоне, где был помолвлен с дочерью Уильяма Хоувита и Мэри Хоувит.
В 1924 году его внук Шарль Ла Троб подарил государству 12 работ Бейтмана. Карандашные наброски изображали коттедж Ла Троба и его территорию.